# Леонов (кратер)
Вижте пояснителната страница за други значения на Леонов.
Леонов е кратер разположен на далечната страна на Луната. Има диаметър 33 км.
Кратерът е наименуван на съветски космонавт, първият човек, излязъл със скафандър в откритото космическо пространство Алексей Леонов.